# Skovlunde IF
Skovlunde IF is een Deense voetbalclub uit Ballerup. De club werd in 1956 opgericht en speelt anno 2008 in de Deense tweede divisie Oost, de op twee na hoogste voetbalcompetitie in Denemarken.